# チ・チ・ラルー
ラリー・デイヴィッド・パチョッティ（Larry David Paciotti、1959年11月8日 - ）はアメリカ合衆国の著名なドラァグ・クイーン、及びゲイ・ポルノの監督・プロデューサー。
プロデューサーやドラァグ・クイーンとしてはチ・チ・ラルー（Chi Chi LaRue）という芸名を使用しており、こちらの方がより一般的な呼称となっている。映画監督としてはチ・チ・ラルー以外にもローレンス・デイヴィッド、テイラー・ハドソンなど他の芸名も用いる事があるが、これは「チ・チ・ラルーでは女性名と間違われる」という制作会社側の判断によるとインタビューで語っている。事業家でもあり、自らの映像制作会社の他にロサンゼルス市の高級商業地であるウェスト・ハリウッドを初めとして、複数の都市にポルノショップを所有している。

## 経歴
チ・チ・ラルーはアメリカのポルノ企業「Channel 1 Releasing」の傘下であったゲイポルノ製作会社「カタリーナ・ビデオ」の監督として、男性同性愛者・両性愛者に向けたポルノ映画の製作活動を開始した。短期間の内にラルーは多くのヒット作品を世に送り出し、カタリーナ・ビデオを一大レーベルへと押し上げた。1991年にアメリカの最大手ポルノ雑誌「アダルト・ビデオ・ニュース」誌が主宰する成人向け映画への権威ある賞AVNアワード最優秀監督賞を授与され、新進気鋭の製作者として注目を集めている。
その後も精力的に新人俳優の発掘と映画撮影に没頭し、幾つものポルノ映画に関する監督賞を与えられている。そして2001年、「ゲイポルノ界のアカデミー賞」とも呼ばれるGAYVN最優秀映画賞に自身が監督した『Echoes（エコーズ）』が選出され、ポルノ監督としての地位を不動のものとした。受賞を記念してチ・チ・ラルーの写真や名前の入った性的玩具やローション・蝋燭などが製作され、ラルーが所有するサンタモニカ通りのポルノショップで販売されたという。以降、2002年・2003年と三年連続で最優秀賞を受賞された後、2005年に突如としてDJに転身して自らが発掘したポルノスター達と世界のナイトクラブを巡る旅行を敢行している。帰国後は再び作品制作を行い、2006年にGAYVN最優秀映画賞とGrabbys賞を同時受賞している。
現在、チ・チ・ラルーは欧米におけるポルノ業界、特にゲイ・ポルノに関する映画製作者として長年に亘り活動を続けているベテラン監督として尊敬を集めている。ラルーが現在に至るまでに送り出した作品はIMDB登録作品だけで311本に上り、長期間の活動と膨大な作品群を通じて数多くの熱心なファンを得ている。加えて何人ものポルノスターを発掘・成長させた事で、人気ポルノモデルをも凌ぐ名声を持つ「業界の大御所」として認知されている。アウト・マガジン誌（OUT Magazine）で行われた「その年最も活躍したLGBT100人」の中の1人に選出されたこともある。

## 啓発活動
チ・チ・ラルーはアメリカのポルノ業界の大御所として、性愛問題や避妊・性病など業界が抱える問題について、多様な啓発活動を行っている事でも知られる。
ラルーが「カタリーナ・ビデオ」で監督業を始めた当時、ゲイポルノ業界では性避妊意識の低さから性病が蔓延しており、監督にも性病の罹患者が存在するのが当然の状態であったという。ラルーはコンドームを使用した「安全なセックス（セーフ・セックス）」を奨励する活動に賛同を示し、自身もポルノ製作者として性産業でのエイズ蔓延を批判する映像を制作している。その中で「もし自分がコンドームを使用しない作品を撮る事を（商業的に）強制されたら、監督業を廃業する」と自らの進退を含めて、避妊管理を徹底する事を明言した。
2006年、ラルーは古い付き合いのあったヴィヴィット社がコンドームを使用しないセックスを利益目的で行った事に関し、「同社とは縁を切る」と痛烈に批判した。
2008年8月、ラルーは同性愛コミュニティで異性愛者との軋轢と並んで複雑な問題であるバイセクシャル、及びGay-for-pay（金の為のゲイ、職業としてゲイを装う俳優）について、これらの問題を風刺した短い映像作品を発表した。

## 受賞歴
- 1991年 AVN award Best Director (Gay Video) - "The Rise" (as Taylor Hudson), Catalina Video.[6]
- 1991年 AVN Award Best Non-Sexual Performance–Bi, Gay, or Trans Video - "More of a Man", All Worlds Video.[6]
- 1993年 AVN Award Best Director (Gay Video) - "Songs in the Key of Sex", HIS Video.[6]
- 2000年 Grabby Award winner of Best Director and Best Video.[7]
- 2001年 GayVN Award Best Director - "Echoes", Men of Odyssey.[6]
- 2002年 GayVN Award Best Director (Bisexual Video) - "Mile Bi Club", All Worlds Video.[6]
- 2003年 GayVN Award Best Director (with John Rutherford) - "Deep South: The Big and the Easy Part 1" and "Part 2", Falcon Studios.[6]
- 2006年 GayVN Award Best Director - "Wrong Side of the Tracks Part One" and "Part Two", Rascal Video.[6]
- 2006年 Grabby Award Best Director - "Wrong Side of the Tracks Part One" and "Part Two", Rascal Video.[8]
- AVN殿堂顕彰

## エピソード
- 日本のインターネット界隈におけるビリー・ヘリントンらアメリカのゲイポルノ俳優を題材にした創作活動である「レスリングシリーズ」に、これらの俳優の出演作品の監督として関わっている。
  - ビリー・ヘリントンの来日時のインタビューでは「様々な影響を与えられた」と語られている他[9]、別の記事では「良い意味で口やかましい人物」と評されている[10]。
    - また、2018年3月3日には彼のツイッターでの発言により、ビリーが交通事故により急死した事が伝えられた。[11]

  - ドラァグ・クイーンとしての貫禄ある風貌から本人も「レスリングシリーズ」では妖精王と渾名されている。

## 引用
1. ↑  . Channel 1 Releasing Opening Retail Store. Retrieved on September 9, 2008.
2. ↑  "Sex Becomes Him: How one portly, effeminate lad from Minnesota rose to the top of the gay porn industry"
3. ↑  "Chi Chi LaRue leaves Vivid"
4. ↑  . Cameron Marshall, Blake Riley Go Straight. Retrieved on August 15, 2008.
5. 1 2 3 4 5 6 7  “GayVN Awards past winners (select year from droplist)”.   AVN. 2011年3月2日閲覧。
6. ↑  “Grabby Award Winners 2000”.   Gay Chicago Magazine. 2002年6月9日時点のオリジナルよりアーカイブ。2011年3月2日閲覧。
7. ↑  “The 16th Annual (2005) Grabby Award Winners”.   Grabbys - Gay Chicago Magazine (2006年5月27日). 2006年7月9日時点のオリジナルよりアーカイブ。2011年3月2日閲覧。
8. ↑  ビリーが交通事故を起こしたのは3月1日深夜で、日付が変わった3月2日に搬送先の病院で死去した。